# 坛石镇
坛石镇，是中华人民共和国浙江省衢州市江山市一个镇。

## 行政区划
坛石镇下辖以下地区：
定家坞村、郭丰坞村、新叶村、坛石村、横渡村、郭丰村、潭边村、上溪村、五圳村、上王村、占塘村、鳌头村和占村。